# Kriváň (berg)
De Kriváň (uitspraakⓘ) is een berg in Slowakije, behorend tot de Hoge Tatra in de Pools-Slowaakse grensstreek. Dit gebergte is weer een onderdeel van de Karpaten. Met een hoogte van 2495 meter is Kriváň een van de hogere toppen in het Tatragebergte.
De eerste beklimming van de berg vond in 1773 plaats en staat op naam van András Czirbesz. In 1840 stond de Saksische koning Frederik August II op de top. Later in de 19e eeuw ontwikkelde de berg zich tot nationaal pelgrimsoord, vooral nadat de Slowaakse patriot Ľudovít Štúr de berg in 1844 had beklommen. Vanaf 1955 is de beklimming een jaarlijkse traditie, die als doel heeft om de Slowaakse Nationale Opstand van 1944 te herdenken.

## Naam
De naam Kriváň, voor het eerst geregistreerd als Kriwan in 1639, is afgeleid van de stam kriv, wat "gebogen" of "krom" betekent. Het weerspiegelt het hoekige uiterlijk van zijn vorm, gezien vanuit het westen en zuiden, en wordt in het werk uit 1639 gekenmerkt als een "ossenstaart" (cauda bubula in het Latijnse origineel). De Slowaakse naam wordt in andere talen gebruikt, ook in het Pools, in plaats van de mogelijke polonisatie versie (Krzywań), behalve af en toe in Podhale in de directe omgeving van de Tatra.
Twee aangrenzende bergtoppen in het nabijgelegen Malá Fatra-gebergte dragen dezelfde naam, evenals het dorp Kriváň verder weg in het zuiden van Slowakije.

## Nationale klim
De nationale beklimming van Kriváň (Národný výstup na Kriváň) is een jaarlijks tweedaags evenement in het derde weekend van augustus, georganiseerd door de Slowaakse toeristenclub, Matica slovenská, en de steden Vysoké Tatry en Liptovský Mikuláš. Het aantal personen dat de top mag beklimmen op elk van de evenementendagen is beperkt tot 300.

## Nationaal symbool
De Kriváň stond op de 20 heller (munteenheid onder de kronen) als nationaal symbool op de munt. Sinds 2009 staat de berg, met zijn karakteristieke vorm, afgebeeld op de Slowaakse euromunten van 1, 2 en 5 cent, die in 2009 in omloop werden gebracht.

## Afbeeldingen

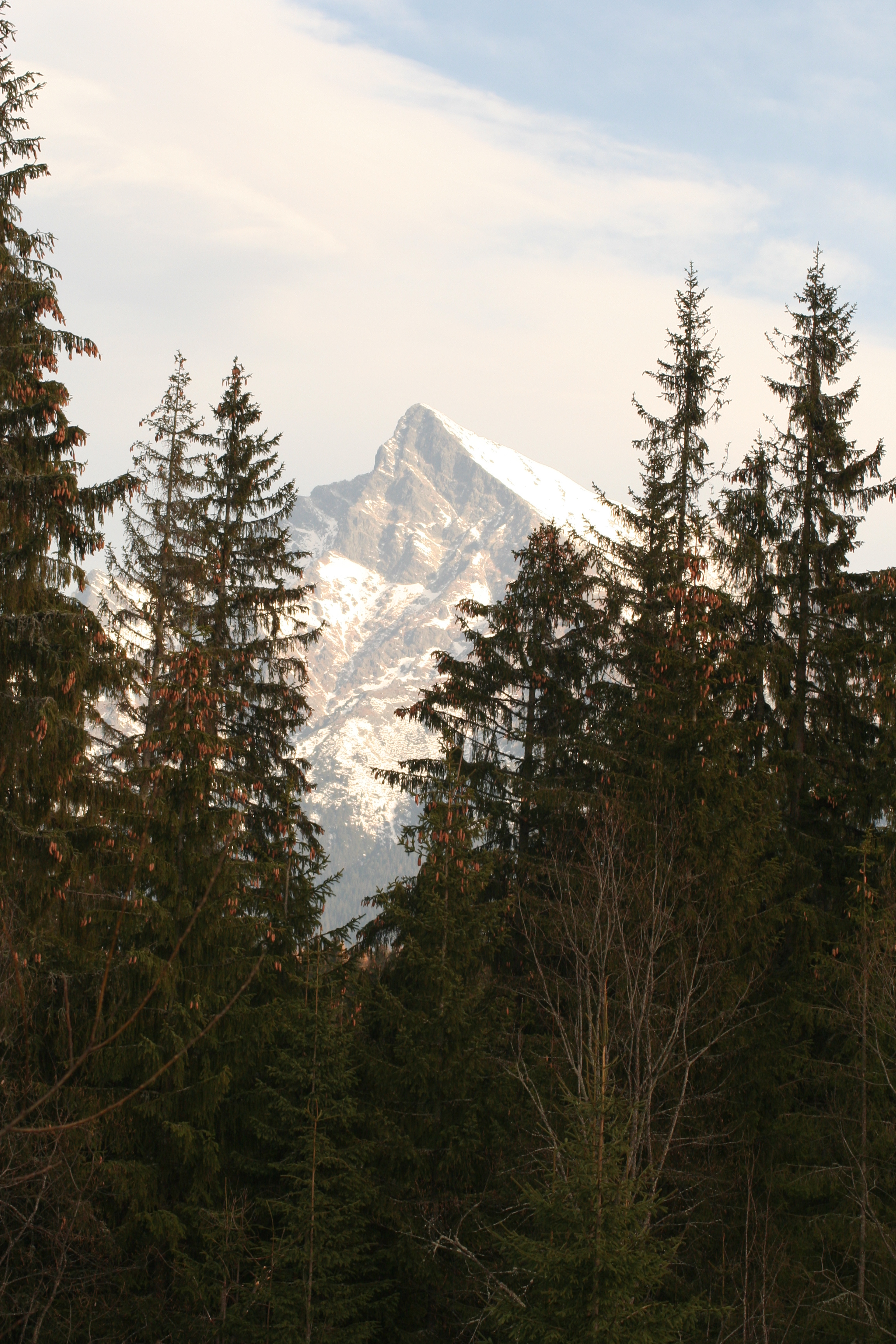
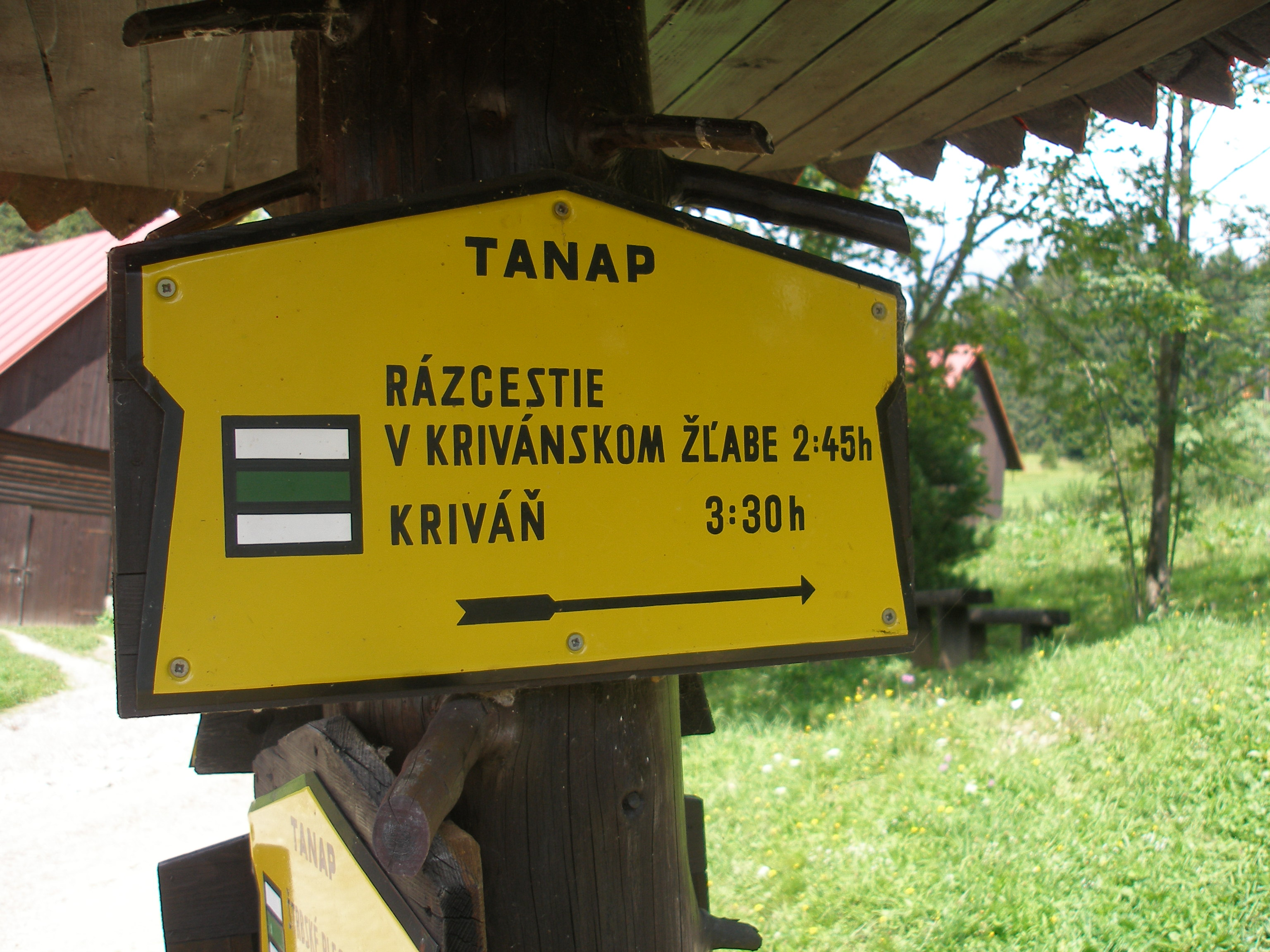
Bewegwijzering naar de top van de Kriváň
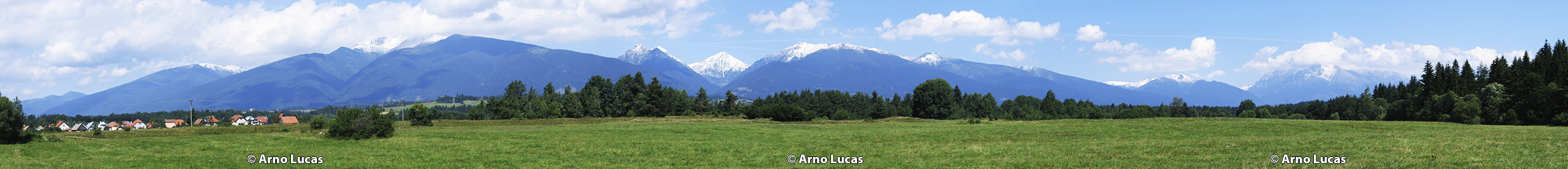
Hoge Tatra (Vysoké Tatry) met rechts op de foto de Kriváň
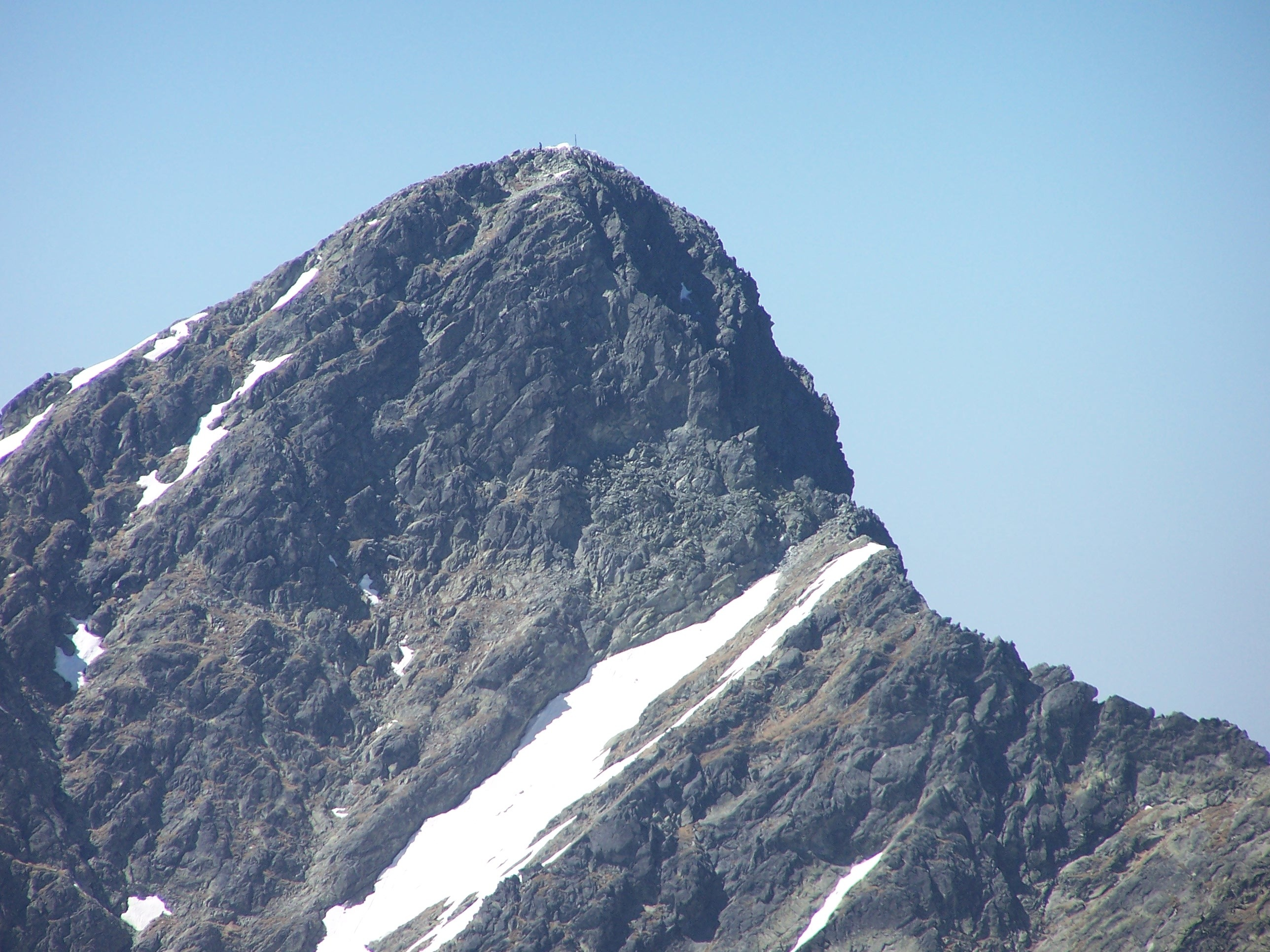
Top van de Kriváň
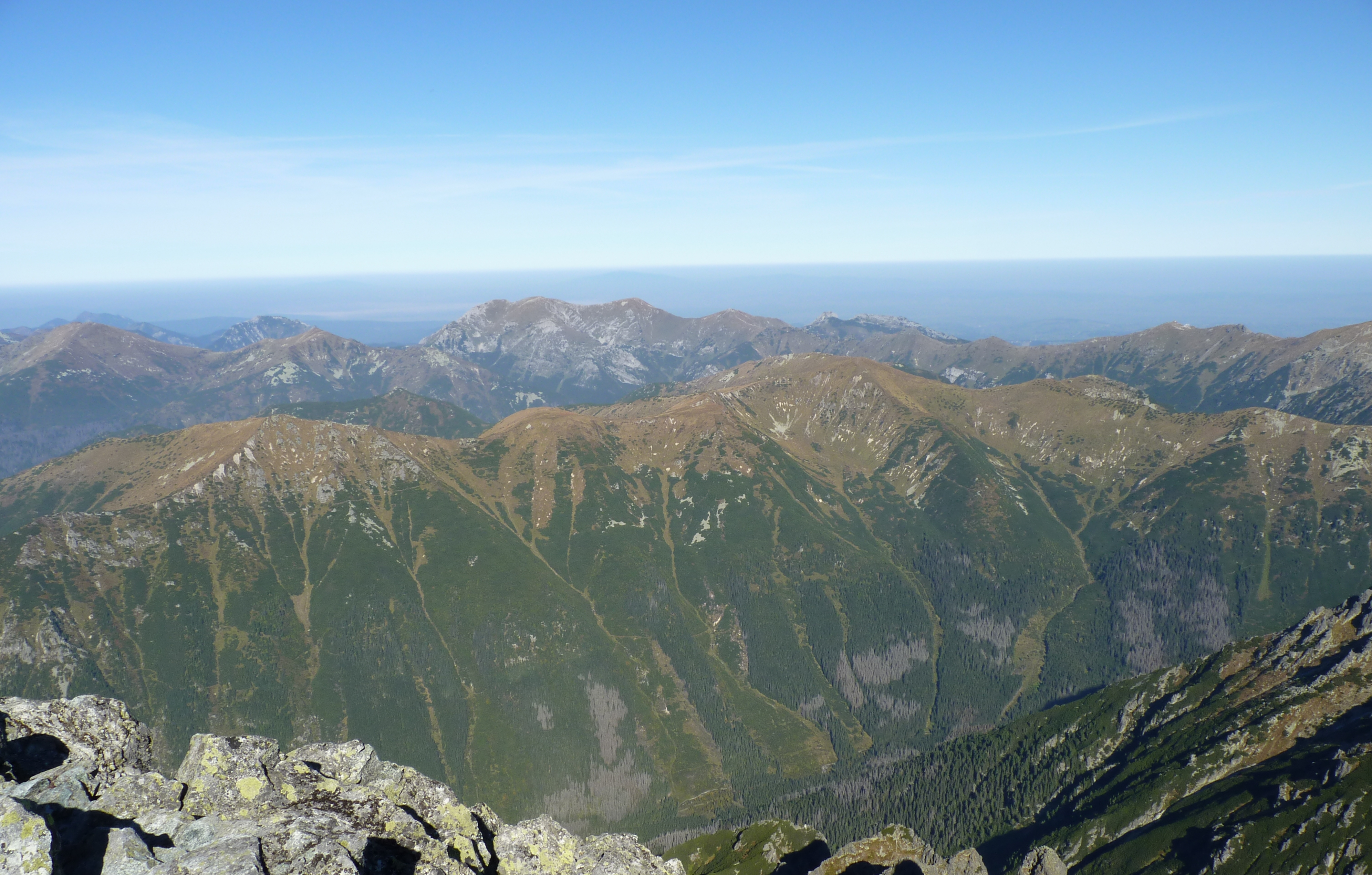
Uitzicht vanaf de Kriváň
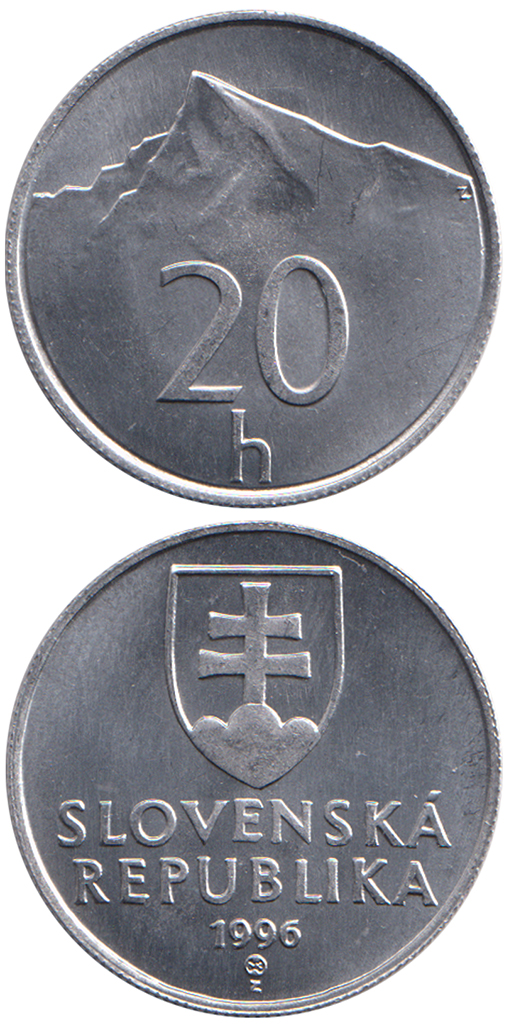
20 heller, met de Kriváň aan de muntzijde.